# Коронавірусна хвороба 2019 у Катарі
Коронавірусна хвороба 2019 у Катарі — розповсюдження вірусу територією країни.

## Перебіг подій
Перший випадок захворювання на COVID-19 у Катарі було підтверджено 27 лютого 2020-го. Здебільшого випадки походять з Ірану.
9 березня Катар оголосив про закриття всіх шкіл та університетів та заборонив подорожі до таких 15 країн: Бангладеш, Китай, Єгипет, Індія, Іран, Ірак, Італія, Ліван, Непал, Пакистан, Філіппіни, Південна Корея, Шрі-Ланка, Сирія та Таїланд.
11 березня Міністерство охорони здоров'я Катару оголосило про підтвердження 238 нових випадків захворювання за один день, що загалом в країні становило 262.
13 березня оголошено про 58 нових випадків захворювання, загальна кількість сягнула 320. Того ж дня директор Qatar Airways Акбар Аль Бейкер заявив, що не існувало наукових доказів, що підтверджували б існування коронавірусу.
14 березня підтверджено 17 нових випадків, Катар поширив заборону на поїздки до трьох нових країн: Німеччини, Іспанії та Франції.
16 березня оголосили про одужання 4 людей.
19 березня зареєстровано вісім нових випадків, загальна кількість сягнула 460. Два нових випадки — катарець, що відвідував Європу, інші — заробітчани. Більшість зареєстрованих випадків пов'язані з працівниками-мігрантами, хоча уряд не повідомив про їхню національність. Підготовка до Чемпіонату світу з футболу до 2022 року триває за графіком.
Станом на 20 березня 2020 року кількість підтверджених випадків досягла 470. Катар — друга за величиною країна за кількістю хворих без смертельних випадків, після Чехії.
21 березня закрито всі парки та громадські пляжі.
6 травня емір Катару шейх Тамім бін Хамад Аль Тані запропонував Україні гуманітарну медичну допомогу для подолання епідемії. 
19 грудня катарська авіакомпанія Qatar Airways відновила польоти з Катару до України.